# Luftverkehrsmanagement
Luftverkehrsmanagement (auch: Aviation Management) bezeichnet die Führungsaufgaben in betriebs-, verbands- und gebietskörperschaftlichen Organisationen, die Leistungen für potenzielle Nachfrager von Luftverkehrsdienstleistungen oder genereller Produkte im Zusammenhang mit Luftverkehr vermarkten.

## Definition
Nach der Definition von Hans Ulrich wird als Management die Gestaltung und Lenkung zweckorientierter sozialer Systeme verstanden. Auch der Luftverkehr kann als ein solches System verstanden werden, das mit marktlichen und gesellschaftlichen Teilöffentlichkeiten in engen wechselseitigen Austauschbeziehungen steht. Das Luftverkehrsmanagement beschäftigt sich u. a. mit
- der Verbesserung von Konzepten und Geschäftsmodellen
- der Entwicklung neuer Ertragsmodelle und der Ertragssteuerung
- der Einbeziehung neuer Kommunikationsmittel/-wege in das Unternehmen
- der Entwicklung neuer Produkte/Produktdifferenzierung
- Strategien für die Bearbeitung neuer Märkte

Luftverkehrsmanagement findet hauptsächlich Anwendung in vier Bereichen:
- In der wirtschaftlichen und operationellen Lenkung von kommerziellen Fluggesellschaften (Deutsche Lufthansa AG, Emirates, Qatar Airways, Etihad Airways, Singapore Airlines, German Wings, Air Berlin usw.)
- In der wirtschaftlichen und operationellen Lenkung von kommerziellen Flughäfen (Flughafen Köln/Bonn, Flughafen Frankfurt, Flughafen Düsseldorf, Flughafen München usw.)
- In der wirtschaftlichen und operationellen Lenkung von kommerziellen Abfertigungsunternehmen und Bodendienstleistern im Luftverkehr (AHS Aviation Handling Services GmbH, Swissport International AG, Fraport AG, LSG Sky Chefs, Gategroup Holding AG usw.)
- In beratenden und regulierenden Funktionen öffentlicher Institutionen (Lufthansa Consulting, IATA Aviation Consulting, P3 Group, M2P Consulting GmbH usw.)

Luftverkehrsmanagement vereint in besonderer Weise drei verschiedene „Lehren“: die allgemeine Betriebswirtschaftslehre, die allgemeine Managementlehre und das branchenspezifische Know-how rund um das Thema Luftverkehr. Dabei werden zahlreiche Konzepte der allgemeinen Managementlehre auf den Luftverkehr übertragen. So ist Luftverkehrsmanagement eine spezielle Managementlehre, die sich mit den Besonderheiten der einzelnen am und im Luftverkehr partizipierenden und praktizierenden Unternehmen sowie der Führung dieser Betriebe beschäftigt.

## Hochschulen
In Deutschland gibt es nur fünf Hochschulen, die Studiengänge im Bereich Luftverkehrsmanagement anbieten. Zumeist handelt es sich um betriebswirtschaftliche Studiengänge mit dem Ziel, die späteren Absolventen in Fach- und Führungspositionen bei Luftverkehrsdienstleistern zu platzieren.
Die IUBH – School of Business and Management war mit Aufnahme des Studienbetriebs im März 2001 die erste deutsche Hochschule mit einem Studienangebot in dieser spezifischen Managementausrichtung.
- Internationale Hochschule Bad Honnef • Bonn – School of Business and Management
- Hochschule Worms
- Donau-Universität Krems
- FH Frankfurt am Main (Duales Studium)
- EBS Universität für Wirtschaft und Recht – Oestrich-Winkel